# Sloterweg (Haarlemmermeer)
De Sloterweg is een bij de aanleg van de Haarlemmermeerpolder aangelegde hoofdweg (een ontginningsas), loodrecht op de (oude) Schipholweg, die het dorp Sloten met Kaag verbond. Door de uitbreiding van het luchthavenareaal van Schiphol-Centrum in de jaren 60 is de weg in tweeën gedeeld.  Het deel ten zuidwesten van de luchthaven, is daarna Rijnlanderweg (bij Hoofddorp en Nieuw-Vennep) en Kaagweg (bij Abbenes en Huigsloot) genoemd.
Waar de Sloterweg, tegenwoordig Rijnlanderweg, een coupure (acces) maakte in de Geniedijk, is op de dijk een kleine versterking gemaakt als onderdeel van de Stelling van Amsterdam: de Batterij aan de Sloterweg.
Het noordoostelijk deel heet nog steeds Sloterweg, en loopt door de bebouwde kom van Badhoevedorp.
Het deel tussen Badhoevedorp en de startbanen van Schiphol liep sinds de aanleg van de Buitenveldertbaan, in de jaren zestig, dood. Dit deel had een agrarisch karakter, één boerderij uit 1860 is gemeentelijk monument, maar wordt in het begin van de 21e eeuw als bedrijventerrein ontwikkeld.
Vlak voor het einde is een nieuwe verbinding gemaakt, de Koetsierstraat, die via een viaduct over de rijksweg A4 aansluit op de Loevesteinserandweg op Schiphol. Voor fietsers bestond er al langer via een tunneltje onder de A4 een verbinding met Schiphol. Aan het eind van de Sloterweg is de brandweerkazerne ("Post Sloten") van Schiphol en een oefenterrein voor de brandweer uit de regio. Dit gebied heeft in de 21 eeuw de naam Schiphol Noordwest gekregen. 
Sinds 2012 staan hier ook het Hoofdbureau van de Koninklijke Marechaussee Schiphol (KMar), de Koningin Máximakazerne (de KMar is verantwoordelijk voor de paspoortcontrole & algehele politiezorg op Schiphol) en het Justitieel Complex Schiphol met een detentiecentrum en een rechtbank. 
Omdat het landelijke deel van de Sloterweg niet geschikt is voor druk verkeer is de weg tussen de marechausseekazerne en de weg Tweeduizend El afgesloten voor doorgaand autoverkeer.
De Sloterweg werd in de eerste helft van de twintigste eeuw bediend door twee spoorwegstations: Station Sloterweg Noord en Station Sloterweg Zuid. In Badhoevedorp sluit de weg overigens niet direct aan op Amsterdamse Sloterweg; men zal een eindje over de Nieuwemeerdijk moeten gaan.
In 1956 is in Badhoevedorp op de hoek van de Keizersweg en de Sloterweg een Hervormde kerk, de Immanuelkerk, gebouwd.  Dit kerkgebouw is in verband met het samengaan van de hervormden en Gereformeerden in Badhoevedorp en Lijnden in 1993 buiten gebruik gesteld en later gesloopt.  Op deze plek zijn vervolgens in 1999 woningen gebouwd.
Centraal in Badhoevedorp ligt een winkelcentrum op het Lorentzplein en aan de Sloterweg.  Op woensdag wordt een markt gehouden op de Sloterweg naast het winkelcentrum.

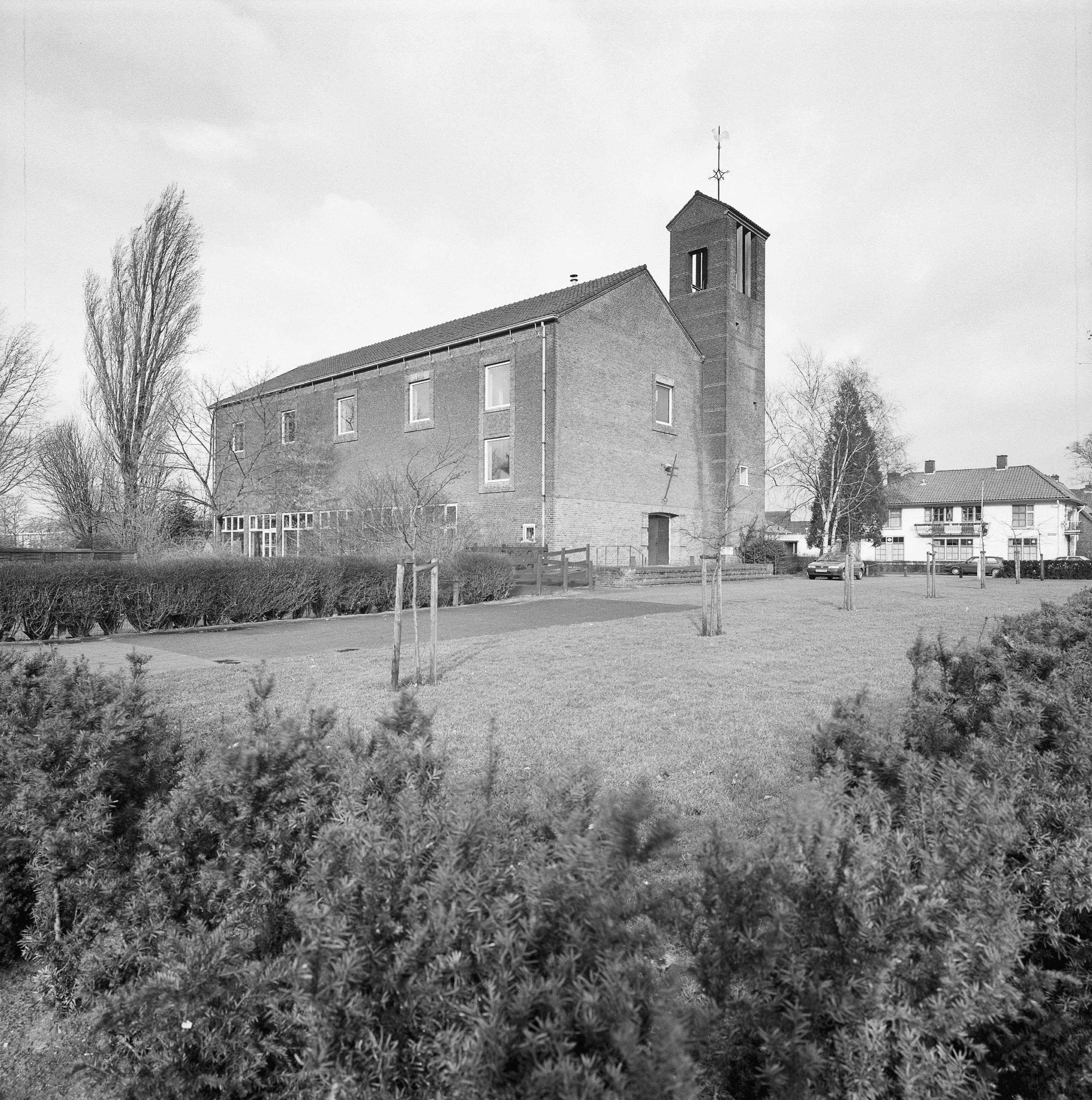
De hervormde Immanuelkerk aan de Keizersweg, gezien vanaf de Sloterweg, gesloopt
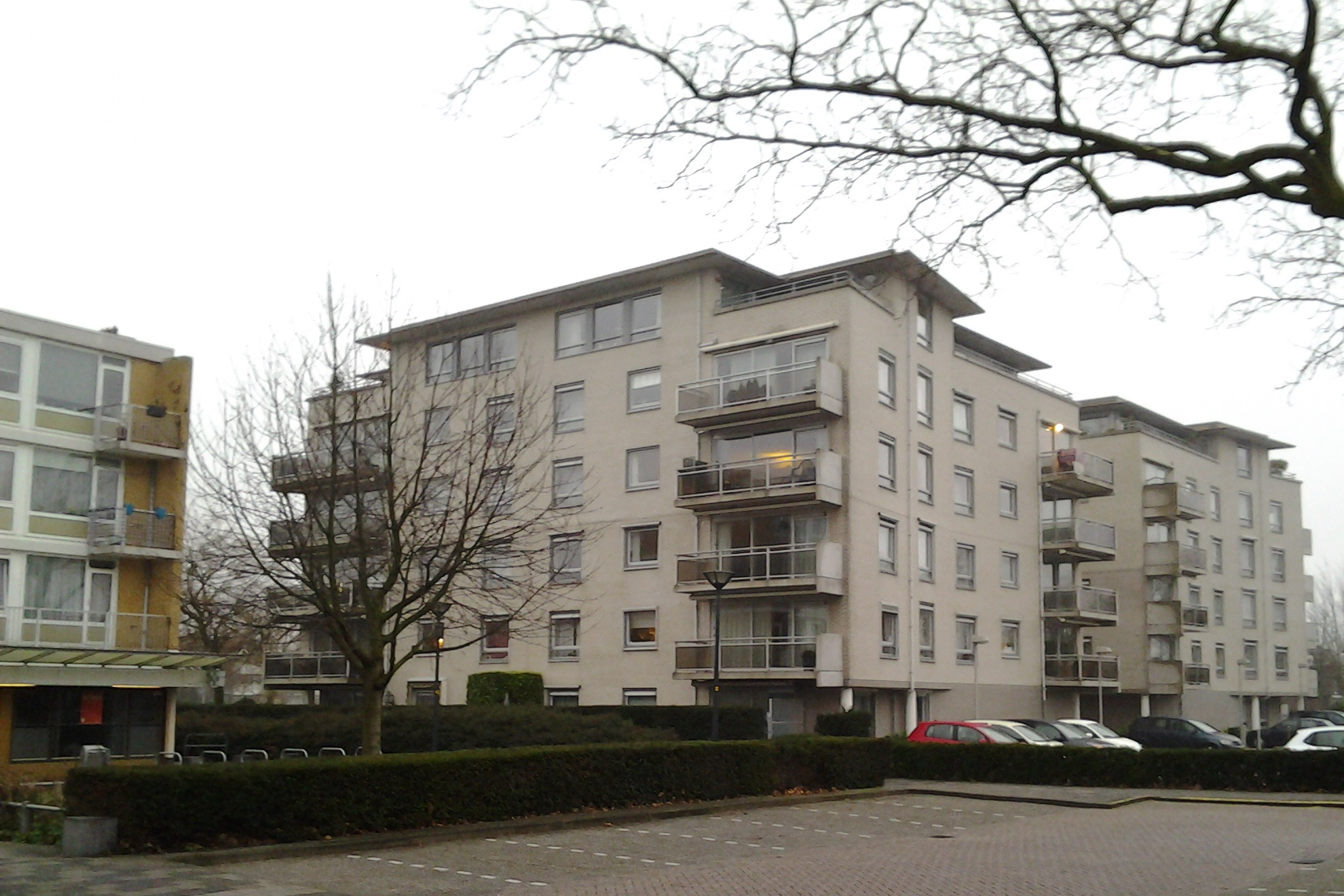
Woningen naast het winkelcentrum, op de plek van de voormalige kerk
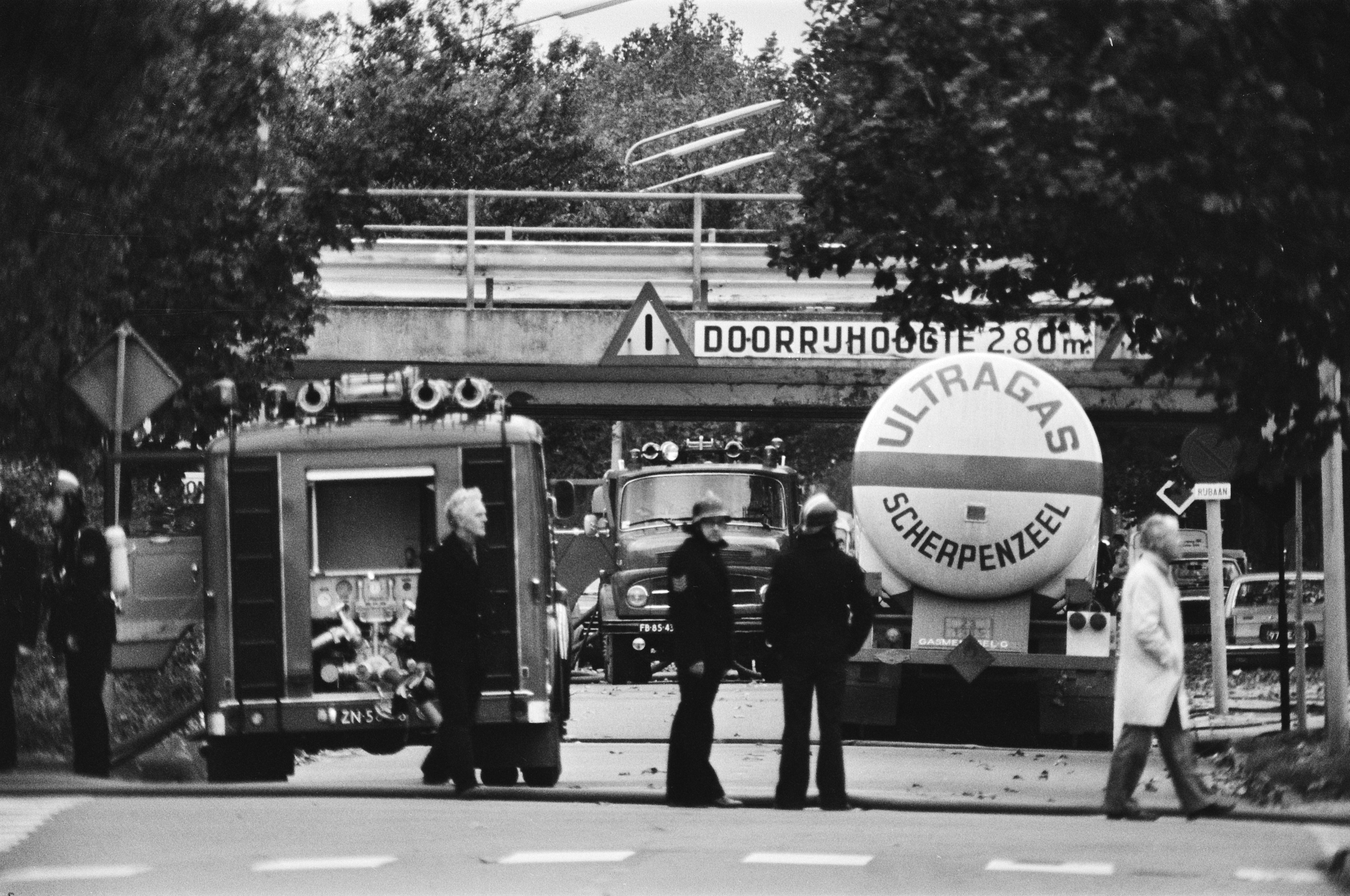
In 1978 kwam een tankauto gevuld met propaangas vast te zitten onder het viaduct van Rijksweg 9 die destijds nog in het dorp over de Sloterweg voerde.